# Triaenodes troubati
Triaenodes troubati är en nattsländeart som beskrevs av Francois-Marie Gibon 1982. Triaenodes troubati ingår i släktet Triaenodes och familjen långhornssländor. Inga underarter finns listade i Catalogue of Life.